# Castello di Urach
Il castello di Urach (Schloß Urach in tedesco),  si trova nella città di Bad Urach, nel circondario di Reutlingen, in Germania.
La zona del castello è formata dalla torre d'ingresso e da un edificio di guardia; il castello vero e proprio, a pianta rettangolare, è un edificio coperto dal timpano principale con estensione lato ovest, da un'altra torre rettangolare e dalla grande torre sud.
Il castello ospita la cosiddetta Golden Hall, una delle sale da ballo più belle del Rinascimento in Germania. La sala è divisa da colonne corinzie con capitelli. Pareti e pilastri sono riccamente dorati e questo spiega il nome della sala.

## Storia

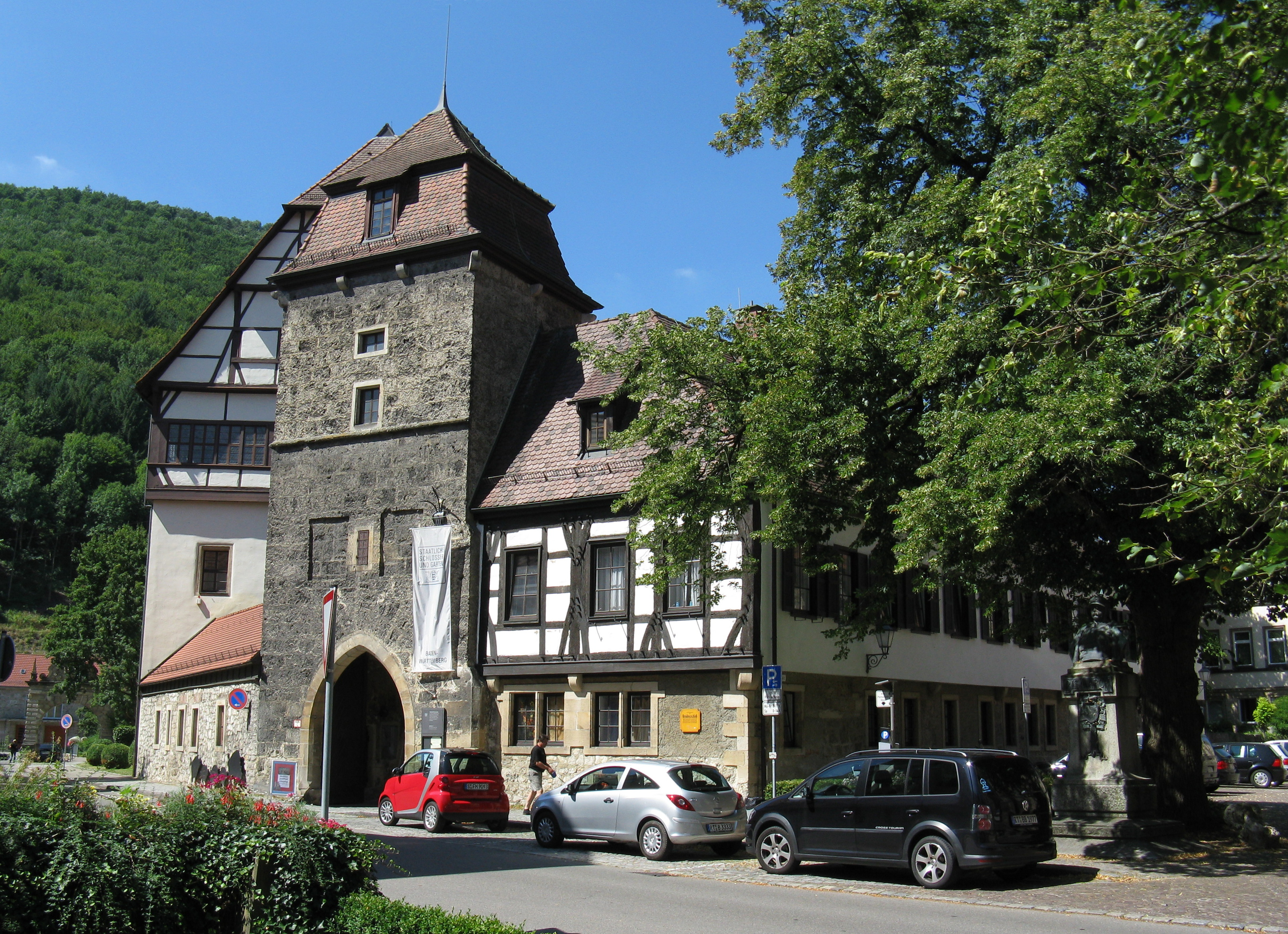
Porta-torre

Già a metà dell'XI secolo in concomitanza con la costruzione del castello di Hohenurach venne costruito un castello con fossato nella valle. Ha servito il conte di Urach come sede amministrativa della città. Militarmente ebbe il compito di vigilare sulla valle e di bloccarla se necessario. Nel 1264 il castello passò sotto il dominio dei conti di Württemberg.
Nel 1442 Ludovico I di Württemberg lo scelse come sua residenza.  Nel 1474 fu Eberardo V di Württemberg, in occasione del suo matrimonio con Barbara Gonzaga di Mantova, che modernizzò il castello ampiamente.
Dopo la riunificazione del Württemberg la contea Urach nel 1482 perse la sua importanza come sede del governo. Il castello venne utilizzato solo come una casa temporanea o per le feste.
Nel 1546 il castello fu teatro della guerra di Smalcalda e nel 1634 fu occupato dalle truppe imperiali.
Negli anni 1663-1664 il duca Eberardo III di Württemberg eseguì lavori di ristrutturazione. Nel 1790 furono eliminati i resti del vecchio castello con fossato. Nel 1960 venne radilcamente ristrutturato.

## Uso
Il castello di Urach è aperto alle visite.  Si tratta di uno dei monumenti nazionali ed è curato dalla istituzione ”Palazzi e giardini di Stato del Baden-Württemberg”.